# 軽鉄車廠駅
軽鉄車廠駅（けいてつしゃしょうえき）は、香港新界屯門区に位置する、香港鉄路（港鉄 MTR）軽鉄の駅である。
駅番号は020、2つのホームがあり、3つの路線が発着している。駅の名称は近傍の軽鉄車廠(車庫)が由来となっている。新屯門中心につながる歩道橋も設置されている。車廠(車庫)への入出庫線は龍門駅側にあり、上下線どちらの方向でも入出庫が可能である。車廠から蝴蝶駅方向に出庫線もあるが通常の運用では使用されていない。

## 駅構造

### 概要
| ホーム (地面) | 出口                | 高爾夫球中心 (ゴルフセンター)          |
| ホーム (地面) | ▽ 片面ホーム        |                                        |
| ホーム (地面) | 1番ホーム 2番ホーム | ■軽鉄610系統 元朗方面 （沢豊経由）     |
| ホーム (地面) | 1番ホーム 2番ホーム | ■軽鉄615系統 元朗方面 （良景経由）     |
| ホーム (地面) | 1番ホーム 2番ホーム | ■軽鉄615P系統 兆康方面                 |
| ホーム (地面) | 3番ホーム           | 軽鉄■610、■615、■615P系統 屯門碼頭方面 |
| ホーム (地面) | △ 片面ホーム        |                                        |
|               | 出口                | 龍門路、屯門車廠、新屯門中心           |

### 駅周辺
- 屯門車廠 (軽鉄車庫)
- 新屯門中心 (高層住宅・商業施設)
- 富健花園 (高層住宅)
- 屯門高爾夫球中心 (ゴルフセンター)
- 屯門康楽体育中心 (スポーツセンター)

## 接続交通一覧
- MTRバス (オクトパスカード利用で乗り換え無料)
  - 506 屯門埠頭 ↺ 兆麟 (循環)
- 九龍バス(KMB)
  - 59A 屯門碼頭    ↔    深水埗（欽州街）
  - 59M 屯門碼頭    ↔    荃湾鉄路站
  - 59X 屯門碼頭    ↔    旺角東鉄路站
  - 259C 新屯門中心    →    尖沙咀（中間道） (平日朝ラッシュ時のみ運行)
  - 259D 龍門居    ↔    油塘
  - B3 屯門碼頭    ↔    深圳湾口岸
- CITYBUS城巴
  - 962 屯門（龍門居）    ↔    銅鑼湾（摩頓台） (海底トンネル経由)
- ミニバス(小巴)
  - 41 龍門居    ↔    置楽花園
  - 44 屯門碼頭    ↔    上水站
  - 44B 落馬洲転車站/落馬洲管制站 ↺ 屯門站/屯門碼頭 (循環・24時間)
- 住宅バス
  - 新屯門中心 → 湾仔（朝ラッシュ時のみ運行)
  - 新屯門中心 → 尖沙咀（朝ラッシュ時のみ運行)

## 歴史
軽鉄車庫駅の位置は蝴蝶湾にあった白角(岬)に近かったため、開業時の駅名は白角駅（パッコク ツァム）とされたが、海の埋め立てによって岬が消滅したため、駅名が改められた。
当駅の英文名称は当初LRT Depot Stopであった。
後に、軽鉄の意味に相当する部分は Light Rail Transit（LRT）を簡略化し Light Rail としている。
MTRによって2010年6月13日に名称がLight Rail Depot Stopに改められた。